# Jonathan Nordbotten
Jonathan Nordbotten, né le 14 juillet 1989 à Oslo, est un skieur alpin norvégien, spécialiste du slalom.

## Biographie
Il commence à concourir dans le cirque blanc en 2004 et en Coupe d'Europe en 2006, puis court les Championnats du monde junior de 2006 à 2009, obtenant trois top dix : neuvième du slalom en 2006, ainsi que sixième du slalom et cinquième du combiné en 2008.
Champion de Norvège du slalom en 2010, il participe à la Coupe du monde dès décembre 2011. Il marque ses premiers points un mois plus tard au slalom de Schladming.
Il monte sur son premier podium en Coupe d'Europe en 2015.
En janvier 2016, il obtient son premier top 10 avec une sixième place au slalom de Kitzbühel.
Nordbotten remporte la médaille de bronze avec l'équipe de la Norvège dans l'épreuve du team event (en tant que remplaçant) lors des Jeux olympiques d'hiver de 2018 à Pyeongchang. L'hiver 2017-2018 est également son meilleur en termes de classement en Coupe du monde, terminant au 19e rang en slalom, grâce notamment à une cinquième place à Val d'Isère et une septième place à Kitzbühel.

## Palmarès

### Jeux olympiques
| Édition / Épreuve   | Slalom | Team Event |
| ------------------- | ------ | ---------- |
| JO 2018 Pyeongchang | DSQ    | Bronze     |

### Championnats du monde
| Épreuve / Édition                 | Slalom |
| --------------------------------- | ------ |
| Mondiaux 2015 Vail - Beaver Creek | DSQ    |
| Mondiaux 2017 Saint-Moritz        | 13e    |
| Mondiaux 2019 Åre                 | 23e    |

### Coupe du monde
- Meilleur classement général : 46e en 2018.
- Meilleur classement dans une épreuve : 5e en slalom à Val d'Isère en 2017.

#### Classements par saison
| Saison / Classement | Général | Général | Slalom | Slalom |
| Saison / Classement | Class.  | Points  | Class. | Points |
| ------------------- | ------- | ------- | ------ | ------ |
| 2011-2012           | 126e    | 8       | 47e    | 8      |
| 2013-2014           | 102e    | 27      | 37e    | 27     |
| 2014-2015           | 102e    | 40      | 33e    | 40     |
| 2015-2016           | 72e     | 111     | 24e    | 111    |
| 2016-2017           | 55e     | 133     | 17e    | 133    |
| 2017-2018           | 46e     | 149     | 19e    | 149    |
| 2018-2019           | 109e    | 32      | 40e    | 32     |
| 2019-2020           | 82e     | 76      | 28e    | 76     |
| 2020-2021           | 147e    | 4       | 49e    | 4      |

### Coupe nord-américaine
- Vainqueur du classement de slalom en 2011.
- 11 podiums, dont 7 victoires.

| Saison/Classement | Général | Général | Slalom géant | Slalom géant | Slalom | Slalom |
| Saison/Classement | Class.  | Points  | Class.       | Points       | Class. | Points |
| ----------------- | ------- | ------- | ------------ | ------------ | ------ | ------ |
| 2010-2011         | 7e      | 507     | 13e          | 126          | 1er    | 381    |
| 2011-2012         | 7e      | 442     | 14e          | 136          | 2e     | 306    |
| 2012-2013         | 19e     | 335     | 46e          | 36           | 3e     | 299    |
| 2013-2014         | 14e     | 368     | 28e          | 62           | 4e     | 306    |
| 2014-2015         | 47e     | 120     | -            | -            | 17e    | 120    |
| 2015-2016         | 68e     | 80      | -            | -            | 20e    | 80     |

| Saison    | Slalom                  | Total |
| --------- | ----------------------- | ----- |
| 2010-2011 | Panorama Val Saint-Côme | 2     |
| 2011-2012 | Panorama                | 1     |
| 2012-2013 | Loveland Calgary        | 2     |
| 2013-2014 | Loveland (en) (x2)      | 2     |
| Total     | 7                       | 7     |

### Coupe d'Europe
- 7e du classement de slalom en 2019.
- 7 podiums, dont 3 victoires (en slalom).

### Championnats de Norvège
- Champion du slalom en 2010.